# Retkocer
Retkocer (izvirno srbsko Реткоцер) je naselje v Srbiji, ki upravno spada pod Občino Medveđa; slednja pa je del Jablaniškega upravnega okraja.

## Demografija
V naselju živi 81 polnoletnih prebivalcev, pri čemer je njihova povprečna starost 47,3 let (43,8 pri moških in 51,0 pri ženskah). Naselje ima 35 gospodinjstev, pri čemer je povprečno število članov na gospodinjstvo 2,74.
To naselje je, glede na rezultate popisa iz leta 2002, večinoma srbsko, a v času zadnjih 3 popisov je opazen porast števila prebivalcev.
|  |

| Demografija | Demografija     | Demografija     |
| Leto        | Št. prebivalcev | Št. prebivalcev |
| ----------- | --------------- | --------------- |
|             |                 |                 |
|             |                 |                 |
|             |                 |                 |
|             |                 |                 |
| 1948        | 548             |                 |
| 1953        | 381             |                 |
| 1961        | 292             |                 |
| 1971        | 201             |                 |
| 1981        | 148             |                 |
| 1991        | 89              | 89              |
| 2002        | 100             | 96              |
|             |                 |                 |

| Etnična sestava po popisu iz leta 2002 | Etnična sestava po popisu iz leta 2002 | Etnična sestava po popisu iz leta 2002 | Etnična sestava po popisu iz leta 2002 | Etnična sestava po popisu iz leta 2002 |
| -------------------------------------- | -------------------------------------- | -------------------------------------- | -------------------------------------- | -------------------------------------- |
| Srbi                                   | Srbi                                   |                                        | 92                                     | 95,83%                                 |
| Črnogorci                              | Črnogorci                              |                                        | 4                                      | 4,16%                                  |
| Neznano                                | Neznano                                |                                        | 0                                      | 0,0%                                   |